# Olivier Lorelle
Pour les articles homonymes, voir Lorelle.
Olivier Lorelle (né le 6 mai 1963) est un scénariste, réalisateur de cinéma, dialoguiste et adaptateur français. Il est connu en particulier pour Indigènes  de Rachid Bouchareb.

## Biographie
Né le 6 mai 1963, Olivier Lorelle a passé un doctorat de philosophie. Il commence par écrire pour le théâtre, puis écrit des scénarios pour le cinéma, notamment  pour Rachid Bouchareb et Roschdy Zem, avant de réaliser son premier long métrage, Ciel rouge. 
Il a été professeur à La Fémis, et coprésident de l’Union Guilde des scénaristes.
Il a remporté le prix Lumières du meilleur scénario en 2006 pour Indigènes, ainsi que le César du meilleur scénario original pour ce même film.

## Filmographie partielle

### Scénariste
- 1998 : Vivre au paradis de Bourlem Guerdjou
- 2001 : Little Senegal de Rachid Bouchareb
- 2001 : La Fille de son père de Jacques Deschamps
- 2006 : Indigènes de Rachid Bouchareb
- 2007 : L'Autre moitié de Rolando Colla
- 2007 : Faro, la reine des eaux de Salif Traoré
- 2008 : Home de Ursula Meier
- 2009 : London River de Rachid Bouchareb
- 2010 : Hors-la-loi de Rachid Bouchareb
- 2011 : Omar m'a tuer de Roschdy Zem
- 2013 : Gare du Nord de Claire Simon
- 2014 : La Voie de l'ennemi de Rachid Bouchareb
- 2014 : Soldat blanc d'Érick Zonca
- 2016 : Sept Jours (Sette Giorni) de Rolando Colla

### Réalisateur
- 2017 : Ciel rouge

## Distinctions
- César du meilleur scénario original pour Indigènes
- Prix Lumières du meilleur scénario pour Indigènes
- Nommé pour le César de la meilleure adaptation pour Omar m'a tuer
- Deux fois nommé aux Oscars pour Indigènes et Hors-la-loi.

## Publication
- L'homme qui lisait ; suivi de Victoire, Éditions du Laquet, coll. « Théâtre en poche », 1997, 88 p. (ISBN 2910333434)